# Shanice (cantante)
Shanice, pseudonimo di Shanice Lorraine Wilson-Knox (Pittsburgh, 14 maggio 1973), è una cantante, attrice e personaggio televisivo statunitense.

## Biografia
Shanice è nata a Pittsburgh in Pennsylvania, ed è attiva in ambito musicale dal 1984. I singoli di maggior successo sono stati I Love Your Smile e Silent Prayer del 1991 e When I Close My Eyes del 1999.
La cantante si trasferì a Los Angeles con la madre e la zia. A 9 anni Shanice è apparsa in uno spot della Kentucky Fried Chicken con la leggendaria cantante jazz Ella Fitzgerald. Nel 1984, è comparsa in TV nei primi 14 episodi della prima stagione del programma per bambini Kids Incorporated ed è stata poi sostituita da Carletta Prince. All'età di 11 anni, Shanice partecipa a Star Search. Poco dopo la sua apparizione a Star Search, firma un contratto con A&M Records.
Nel 1987, all'età di 14 anni, la A&M Records pubblica il suo album di debutto, Discovery. Il disco contiene due hit R&B che sono (Baby Tell Me) Can You Dance e No ½ Steppin'. La Wilson ha firmato un contratto con la Motown Records nell'estate del 1990 e con questa etichetta ha pubblicato Inner Child il 19 novembre 1991, che contiene il singolo di grande successo di pubblico e critica I Love Your Smile. L'album inoltre comprende una cover del brano del 1974 Lovin' You di Minnie Riperton. Nel 1993 ottiene una nomination ai Grammy Awards per I Love Your Smile nella categoria "miglior performance R&B femminile".
Dopo Inner Child, Shanice ha continuato a registrare album, tra cui 21... Ways to Grow (1994) con il produttore Rhett Lawrence e con il chitarrista degli Earth Wind & Fire Dick Smith. Si sposta in seguito alla LaFace Records, che ha pubblicato l'album del 1999 Shanice. Mentre l'artista non ha ottenuto un significativo successo commerciale con gli album successivi, ha contribuito vari brani per film, come Il principe delle donne (Do not Wanna Love You) e The Meteor Man (It's for You). La Wilson ha anche raggiunto il successo con il brano Saving Forever for You, dalla colonna sonora di Beverly Hills 90210. Ha anche registrato If I Never Knew You in duetto con Jon Secada, per la colonna sonora originale del film Disney del 1995 Pocahontas.
Shanice collabora occasionalmente come cantante con altri artisti tra cui Toni Braxton (in Come on Over Here e Un-Break My Heart) e Usher (Bedtime). Nel 2010 la si può ascoltare nella traccia Behind the Mask, dall'album postumo Michael di Michael Jackson.
Oltre a cantare, la Wilson è anche attrice ed è salita, nel 1997, sul palco di Broadway interpretando il ruolo di Eponine nel musical Les Misérables.
Dopo una pausa di cinque anni, la Wilson ha pubblicato il suo quinto album in studio Every Woman Dreams (2006) per l'etichetta Imajah.
Shanice e suo marito Flex sono protagonisti del reality show Flex & Shanice, che ha debuttato il 1º novembre 2014 su OWN.

## Vita privata
Nel giorno di San Valentino del 2000, la Wilson ha sposato l'attore e comico Flex Alexander. Insieme, hanno due figli, Imani Shekinah Knox (nata il 23 agosto 2001) e Elijah Alexander Knox (nato il 5 marzo 2004).

## Stile e influenze musicali
Shanice viene classificata come soprano di coloratura, con un'estensione vocale tale da riuscire a cantare nel registro del registro di fischio.

## Discografia
Album in studio
- 1987 - Discovery
- 1991 - Inner Child
- 1994 - 21... Ways to Grow
- 1999 - Shanice
- 2006 - Every Woman Dreams

Raccolte
- 1999 - Ultimate Collection